# ブルース・イン・ザ・ナイト
「ブルース・イン・ザ・ナイト」 (Blues in the Night) は、アメリカ合衆国のポピュラーソング。邦題として「夜のブルース」と紹介されることもある。『グレイト・アメリカン・ソングブック』にも取り上げられている。
作曲はハロルド・アーレン、作詞はジョニー・マーサー。同名の映画『ブルース・イン・ザ・ナイト』（1941年公開）の主題歌として製作された。1941年の第14回アカデミー賞歌曲賞にノミネートされたが受賞は逃している。
映画ではウィリアム・ギレスピーによって歌われた。1942年にはダイナ・ショアが歌いヒットしたことで、ショアの愛唱曲の1つとなった。
歌いだしの「母ちゃん（母さん）が言っていた」は同じだが、続く歌詞は「半ズボンをはいていた頃」、「ブルージーンズをはいていた頃」、「お下げ髪だった頃」（女性バージョン）といったようにバリエーションがある。
1982年はこの歌を使用した同名のミュージカル『ブルース・イン・ザ・ナイト』がブロードウェイで公演され、2011年には日本人キャストによる日本公演が行われた。